# Tour de France 2012/17. Etappe
Die 17. Etappe der Tour de France 2012 fand am 19. Juli 2012 statt und führte von Bagnères-de-Luchon nach Peyragudes. Bei einer Streckenlänge von 143,5 Kilometern gab es zwei Bergwertungen der 1. Kategorie, eine der 2. Kategorie, eine der 3. Kategorie und eine der Hors Catégorie.

## Teilnehmende Teams
- BMC Racing Team (BMC)
- RadioShack-Nissan (RNT)
- Team Europcar (EUC)
- Euskaltel-Euskadi (EUS)
- Lampre-ISD (LAM)
- Liquigas-Cannondale (LIQ)
- Garmin-Sharp (GRS)
- AG2R La Mondiale (ALM)
- Cofidis, le Crédit en Ligne (COF)
- Saur-Sojasun (SAU)
- Sky ProCycling (SKY)
- Lotto Belisol Team (LTS)
- Vacansoleil-DCM (VCD)
- Katusha Team (KAT)
- FDJ-Big Mat (FDJ)
- Rabobank Cycling Team (TLJ)
- Movistar (MOV)
- Team Saxo Bank-Tinkoff Bank (STB)
- Astana Pro Team (AST)
- Omega Pharma-Quick Step (OPQ)
- Orica GreenEdge (OGE)
- Team Argos-Shimano (TGA)

## Strecke
Die dritte Etappe in den Pyrenäen wies beinahe die Form eines Rundkurses auf. Dabei wechselte sie mehrmals zwischen den Départements Haute-Garonne und Hautes-Pyrénées. Von Bagnères-de-Luchon (612 m) aus führte die Strecke zunächst nordwärts nach Saint-Béat (508 m). Es folgte in östlicher Richtung der Anstieg zum Col de Menté (1349 m, 1. Kategorie). Nachdem Juzet-d’Izaut (1349 m) erreicht war, ging es weiter in Richtung Westen über den Col des Ares (797 m, 2. Kategorie). Anschließend führte die Strecke nordwärts zur Côte de Burs (592 m, 3. Kategorie). Nach diesem Anstieg in den Ausläufern der Pyrenäen ging es südwärts zurück in Richtung Hochgebirge. Auf dem Weg dorthin wurde in Loures-Barousse (446 m) der Zwischensprint ausgetragen, wenig später folgte in Aveux (503 m) die Verpflegungszone. Größtes Hindernis des Tages war der Port de Balès (1755 m, Hors Catégorie). Danach folgte die Abfahrt nach Saint-Aventin (863 m), das nur wenige Kilometer vom Etappenstartort entfernt liegt. Dort begann die Steigung zum Col de Peyresourde (1566 m), der bereits am Vortag von der entgegengesetzten Seite her bezwungen worden war und nicht zur Bergwertung zählte. Nach einer kurzen Zwischenabfahrt endete die Etappe mit der Bergankunft in der Wintersportstation Peyragudes (1605 m).

## Rennverlauf
Am Start waren noch 153 der ursprünglich 198 Fahrer; das Wetter war auf dem größten Teil der Etappe neblig, mit vereinzelten kurzen Regenschauern. Auf den ersten Kilometern kam es zu mehreren Ausreißversuchen, die aber alle ohne Erfolg blieben, so dass das Feld geschlossen die erste Steigung erreichte. Es bildete sich eine 23-köpfige Spitzengruppe, die in der zweiten Hälfte des Anstiegs zum Col de Menté wieder eingeholt wurde. Unterhalb der Passhöhe griffen zunächst Alejandro Valverde und Pierre Rolland an, kurz darauf Thomas Voeckler, der die beiden überholte und die Bergwertung vor Kessiakoff für sich entschied. In der Abfahrt bildete sich eine siebenköpfige Spitzengruppe mit Voeckler, Kessiakoff, Valverde, Egoi Martínez, Jean-Christophe Péraud, Sandy Casar und Rui Costa. Für kurze Zeit gehörte auch der Gesamtdritte Vincenzo Nibali dazu, ließ sich aber wieder zurückfallen.
Zwischen der Spitze und dem Hauptfield bildete sich eine weitere Gruppe. Auch am Col des Ares setzte sich Voeckler vor Kessiakoff durch. Nach 68 Kilometern schlossen die Verfolger zur Spitze auf. Vorne lagen nun 17 Fahrer mit drei Minuten Vorsprung auf das Feld. Auch an der Côte de Burs zog Voeckler im Sprint um die Bergwertung an Kessiakoff vorbei. Die Zwischensprintwertung gewann Blel Kadri, während die Fahrer im Feld leer ausgingen. Nach mehreren erfolglosen Ausreißversuchen löste sich die Spitzengruppe im Anstieg zum Port de Balès allmählich auf. Rund drei Kilometer vor der Passhöhe konnte sich schließlich Valverde absetzen und nahm die Abfahrt mit 50 Sekunden Vorsprung auf seine nächsten Verfolger Martínez und Costa in Angriff.
Zu Beginn des Aufstiegs zum Col de Peyresourde lag die Gruppe um die Bestplatzierten des Gesamtklassements etwa zweieinhalb Minuten hinter Valverde, während Voeckler und Kessiakoff weit zurückfielen. Nach einer erfolglosen Attacke von Jelle Vanendert verschärften Bradley Wiggins und Chris Froome zwischenzeitlich das Tempo, so dass die Gruppe allmählich kleiner wurde; auch Cadel Evans konnte neun Kilometer vor dem Ziel das Tempo nicht mehr mitgehen. Fünf Kilometer vor dem Ende der Etappe hatte Valverde noch 1:20 Minuten Vorsprung auf die Gruppe um das Gelbe Trikot, die sich durch eine Attacke von Thibaut Pinot weiter verkleinerte. Im Schlussanstieg nach Peyragudes machten sich Wiggins und Froome auf die Verfolgung von Valverde, der seinen Vorsprung aber knapp ins Ziel retten konnte.

## Bergwertungen
| Col de Menté Kategorie 1 nach 27,5 km auf 1349 m 9,3 km bei 9,1 % |            |                            |         |
| 1.                                                                | Frankreich | Thomas Voeckler (EUC)      | 10 Pkt. |
| 2.                                                                | Schweden   | Fredrik Kessiakoff (AST)   | 8 Pkt.  |
| 3.                                                                | Frankreich | Pierre Rolland (EUC)       | 6 Pkt.  |
| 4.                                                                | Spanien    | Alejandro Valverde (MOV)   | 4 Pkt.  |
| 5.                                                                | Frankreich | Sandy Casar (FDJ)          | 2 Pkt.  |
| 6.                                                                | Norwegen   | Edvald Boasson Hagen (SKY) | 1 Pkt.  |

| Col des Ares Kategorie 2 nach 55,5 km auf 797 m 6 km bei 5,3 % |            |                          |        |
| 1.                                                             | Frankreich | Thomas Voeckler (EUC)    | 5 Pkt. |
| 2.                                                             | Schweden   | Fredrik Kessiakoff (AST) | 3 Pkt. |
| 3.                                                             | Frankreich | Sandy Casar (FDJ)        | 2 Pkt. |
| 4.                                                             | Spanien    | Egoi Martínez (EUS)      | 1 Pkt. |

| Côte de Burs Kategorie 3 nach 76 km auf 592 m 1,2 km bei 7,6 % |            |                          |        |
| 1.                                                             | Frankreich | Thomas Voeckler (EUC)    | 2 Pkt. |
| 2.                                                             | Schweden   | Fredrik Kessiakoff (AST) | 1 Pkt. |

| Port de Balès Kategorie HC nach 111,5 km auf 1755 m 11,7 km bei 7,7 % |                    |                             |         |
| 1.                                                                    | Spanien            | Alejandro Valverde (MOV)    | 25 Pkt. |
| 2.                                                                    | Spanien            | Egoi Martinez (EUS)         | 20 Pkt. |
| 3.                                                                    | Portugal           | Rui Costa (MOV)             | 16 Pkt. |
| 4.                                                                    | Frankreich         | Blel Kadri (ALM)            | 14 Pkt. |
| 5.                                                                    | Vereinigte Staaten | Levi Leipheimer (OPQ)       | 12 Pkt. |
| 6.                                                                    | Frankreich         | Thomas Voeckler (EUC)       | 10 Pkt. |
| 7.                                                                    | Schweden           | Fredrik Kessiakoff (AST)    | 8 Pkt.  |
| 8.                                                                    | Spanien            | Gorka Izagirre (EUS)        | 6 Pkt.  |
| 9.                                                                    | Belgien            | Jurgen Van Den Broeck (LTB) | 4 Pkt.  |
| 10.                                                                   | Deutschland        | Dominik Nerz (LIQ)          | 2 Pkt.  |

| Peyragudes Kategorie 1 nach 142,5 km auf 1603 m 15,4 km bei 5,1 % |                        |                             |         |
| 1.                                                                | Spanien                | Alejandro Valverde (MOV)    | 20 Pkt. |
| 2.                                                                | Vereinigtes Konigreich | Chris Froome (SKY)          | 16 Pkt. |
| 3.                                                                | Vereinigtes Konigreich | Bradley Wiggins (SKY)       | 12 Pkt. |
| 4.                                                                | Frankreich             | Thibaut Pinot (FDJ)         | 8 Pkt.  |
| 5.                                                                | Belgien                | Jurgen Van Den Broeck (LTB) | 4 Pkt.  |
| 6.                                                                | Frankreich             | Pierre Rolland (EUC)        | 2 Pkt.  |

## Punktewertung
| Zwischensprint in Loures-Barousse nach 81 km auf 446 m |                    |                              |         |
| 1.                                                     | Frankreich         | Blel Kadri (ALM)             | 20 Pkt. |
| 2.                                                     | Frankreich         | Sandy Casar (FDJ)            | 17 Pkt. |
| 3.                                                     | Spanien            | Rubén Plaza (MOV)            | 15 Pkt. |
| 4.                                                     | Frankreich         | Jean-Christophe Péraud (ALM) | 13 Pkt. |
| 5.                                                     | Spanien            | Gorka Izagirre (EUS)         | 11 Pkt. |
| 6.                                                     | Niederlande        | Laurens ten Dam (RAB)        | 10 Pkt. |
| 7.                                                     | Spanien            | Alejandro Valverde (MOV)     | 9 Pkt.  |
| 8.                                                     | Portugal           | Rui Costa (MOV)              | 8 Pkt.  |
| 9.                                                     | Kasachstan         | Alexander Winokurow (AST)    | 7 Pkt.  |
| 10.                                                    | Vereinigte Staaten | Levi Leipheimer (OPQ)        | 6 Pkt.  |
| 11.                                                    | Italien            | Simone Stortoni (LAM)        | 5 Pkt.  |
| 12.                                                    | Schweden           | Fredrik Kessiakoff (AST)     | 4 Pkt.  |
| 13.                                                    | Frankreich         | Thomas Voeckler (EUC)        | 3 Pkt.  |
| 14.                                                    | Niederlande        | Johnny Hoogerland (VCD)      | 2 Pkt.  |
| 15.                                                    | Spanien            | Egoi Martínez (EUS)          | 1 Pkt.  |

| Ziel in Peyragudes nach 143,5 km auf 1605 m |                        |                             |         |
| 1.                                          | Spanien                | Alejandro Valverde (MOV)    | 20 Pkt. |
| 2.                                          | Vereinigtes Konigreich | Chris Froome (SKY)          | 17 Pkt. |
| 3.                                          | Vereinigtes Konigreich | Bradley Wiggins (SKY)       | 15 Pkt. |
| 4.                                          | Frankreich             | Thibaut Pinot (FDJ)         | 13 Pkt. |
| 5.                                          | Frankreich             | Pierre Rolland (EUC)        | 11 Pkt. |
| 6.                                          | Belgien                | Jurgen Van Den Broeck (LTB) | 10 Pkt. |
| 7.                                          | Italien                | Vincenzo Nibali (LIQ)       | 9 Pkt.  |
| 8.                                          | Vereinigte Staaten     | Tejay van Garderen (BMC)    | 8 Pkt.  |
| 9.                                          | Vereinigte Staaten     | Christopher Horner (RNT)    | 7 Pkt.  |
| 10.                                         | Irland                 | Daniel Martin (GRM)         | 6 Pkt.  |
| 11.                                         | Deutschland            | Andreas Klöden (RNT)        | 5 Pkt.  |
| 12.                                         | Irland                 | Nicolas Roche (ALM)         | 4 Pkt.  |
| 13.                                         | Belgien                | Jelle Vanendert (LTB)       | 3 Pkt.  |
| 14.                                         | Australien             | Richie Porte (SKY)          | 2 Pkt.  |
| 15.                                         | Russland               | Denis Menschow (KAT)        | 1 Pkt.  |